# Helena Sekuła
Helena Skuteli, z domu Sekuła, ps. „Helena Turbacz” (ur. 30 sierpnia 1927 w Warszawie, zm. 23 grudnia 2020 tamże) – polska pisarka, autorka powieści kryminalnych.

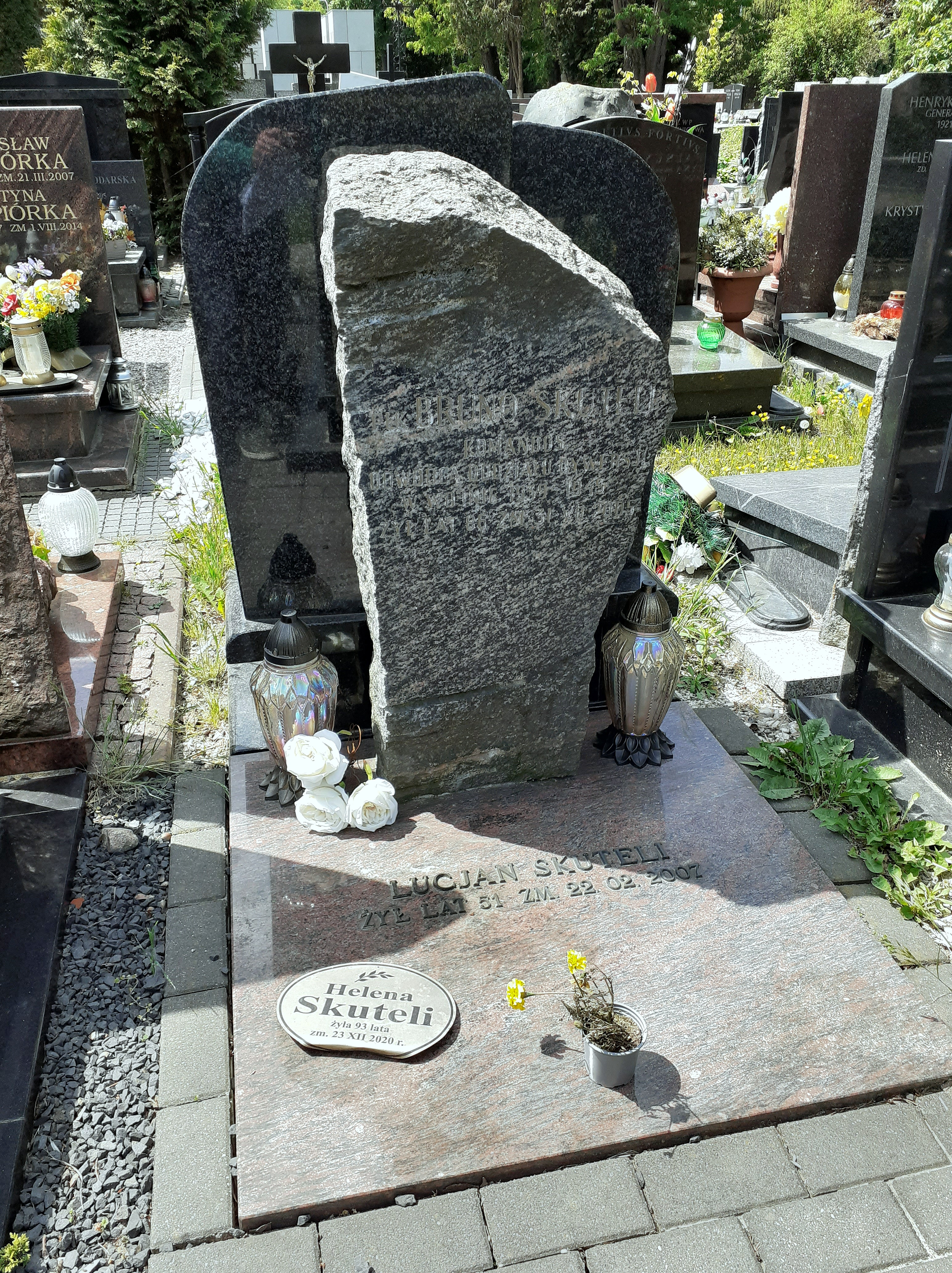
Grobowiec rodziny Skutelich

## Życiorys
Lata wojny spędziła na Białostocczyźnie. Następnie, po powrocie do Warszawy, przez wiele lat pracowała jako referentka prasowa Komendy Głównej Milicji Obywatelskiej. Jako autorka powieści kryminalnych i kryminalno-obyczajowych debiutowała na łamach prasy. Jej opowiadania i powieści w odcinkach drukowano m.in. w Słowie Powszechnym, Kurierze Polskim i jego lokalnych mutacjach. Współpracowała głównie z warszawskimi wydawnictwami "Iskry" (liczne opowiadania publikowane w serii "Ewa wzywa 07...") i "Czytelnik". 
Została pochowana na Cmentarzu Wojskowym na Powązkach w Warszawie w grobowcu Brunona Skutelego (kwatera I urnowa, rząd 5, grób 12). 

## Twórczość beletrystyczna
- Tęczowy cocktail (1962, "Iskry", seria Klub Srebrnego Klucza; wznowienie 2006, wyd. "Wielki Sen")
- Dziewczyna znikąd (1964, „Czytelnik”, seria z jamnikiem; wznow. 2009, wyd. Zysk i S-ka)
- Pułapka (1965, Państwowe Zakłady Wydawnictw Szkolnych, seria Biblioteka Błękitnych Tarcz)
- Naszyjnik z hebanu (1967, "Iskry", seria Klub Srebrnego Klucza)
- Świecznik Maurów – jako Helena Turbacz (1969, "Iskry", seria Ewa wzywa 07)
- Orchidee z ulicy Szkarłatnej (1971, "Czytelnik", seria z jamnikiem)
- Ślad rękawiczki (1972, "Iskry", seria Ewa wzywa 07; wznow. 2008, „Wzywam 07” t. 2, wyd. "Vesper")
- Kartka z notesu (1973, "Iskry", seria Ewa wzywa 07)
- Pierścień z krwawnikiem (1973, "Czytelnik", seria z jamnikiem)
- Siedem diabłów dziadka Osiornego (1975, "Iskry", seria Ewa wzywa 07; wznow. 2008, „Wzywam 07” t. 1, wyd. "Vesper"))
- Piąta barwa asa (1975, "Czytelnik", seria z jamnikiem)
- Srebrna moneta (1975, "Iskry", seria Ewa wzywa 07)
- Figurka z drzewa tekowego (1976, "Czytelnik", seria z jamnikiem)
- Ośmiu gwardzistów w czarnych bermycach (1979, seria Ewa wzywa 07)
- Demon z Bagiennego Boru (1981, "Czytelnik", seria z jamnikiem)
- Barakuda (1984, "Czytelnik", seria z jamnikiem; wznow. 1991, wyd. Art „B” Press)
- Noc bliskiego księżyca (1988, "Iskry", seria Ewa wzywa 07)
- Siedem domów Kuny (1988, wyd. "Czytelnik")
- Pierścień kalifa (2000, wyd. ANTA)
- Ślad węża (2004, wyd. ANTA)
- Wstęga Kaina (2007, wyd. "Wielki Sen")[3]
- Kieliszek Bordeaux (2007, wyd. "Wielki Sen")[4]
- Szlak Tamerlana (2009, wyd. Zysk i S-ka)[5]

## Ekranizacje
- Kartka z notesu – "Wisior", odc. 2 serialu 07 zgłoś się z 1976
- Ślad rękawiczki – "Ślad rękawiczki", odc. 16 serialu 07 zgłoś się z 1984